# August Danielsson i Mörlanda
August Danielsson (i riksdagen kallad Danielsson i Mörlanda), född 12 oktober 1876 i Magra församling, död där 10 mars 1955, var en svensk lantbrukare och politiker (folkpartist). 
August Danielsson, som kom från en bondefamilj, var från 1904 lantbrukare på Mörlanda Östergården i Magra landskommun, där han också hade vissa kommunala uppdrag. Han var även ledamot av Älvsborgs läns landsting 1916-1930, 1935-1938 och 1943-1946 och var även ledamot i landstingets förvaltningsutskott 1922-1930 och 1935-1938. 
Han var riksdagsledamot i andra kammaren 1912-1914 och 1918-1946, fram till 1921 för Älvsborgs läns mellersta valkrets och från 1922 för Älvsborgs läns norra valkrets. I riksdagen tillhörde han Frisinnade landsföreningens riksdagsgrupp Liberala samlingspartiet fram till 1923, Frisinnade folkpartiet under den liberala splittringsperioden 1924-1934 och därefter Folkpartiet. Han var bland annat ledamot i statsutskottet 1939-1945. Som riksdagsledamot engagerade han sig inte minst i jordbruks- och kommunikationspolitik.